# Caso abessivo
O abessivo é um caso gramatical que indica ausência, privação. Ele é também conhecido pelos nomes de privativo e caritivo.
Esse caso é prevalente nas línguas do grupo fino-ugriano, tais como finlandês, estoniano e sami, embora ocorra, com o nome de caso privativo em algumas línguas australianas e como caso caritivo em línguas causcasianas. Em algumas línguas germânicas como o islandês, o alemão e o inglês, esse caso gramatical aparece algumas vezes.

## Exemplos
Em finlandês, a palavra para sol é aurinko. No caso abessivo, ela é declinada auringotta, que significa "sem sol".
Uma possível equivalência em português seria palavras e expressões do tipo sem-terra, sem-teto e apátrida:
- Os sem-teto fizeram uma passeata hoje.

Em inglês esse caso é designado pelo sufixo "-less", e em alemão é designado pelo sufixo "-los". Ainda no Islandês aparece sob a forma "-laus", pronunciada /leis/.